# Muret
Muret là một xã trong vùng Occitanie, thuộc tỉnh Haute-Garonne, quận Muret, tổng Muret. Tọa độ địa lý của xã là 43° 27' vĩ độ bắc, 01° 19' kinh độ đông. Muret nằm trên độ cao trung bình là 169 mét trên mực nước biển, có điểm thấp nhất là 152 mét và điểm cao nhất là 305 mét. Xã có diện tích 57,84 km², dân số vào thời điểm 2006 là 24.000 người; mật độ dân số là 415 người/km².

## Thông tin nhân khẩu
| 1962  | 1968   | 1975   | 1982   | 1990   | 1999   | 2006   |
| ----- | ------ | ------ | ------ | ------ | ------ | ------ |
| 6 693 | 13 039 | 14 778 | 15 844 | 18 134 | 20 735 | 24 000 |

## Các thành phố kết nghĩa
- Monzón, Tây Ban Nha

## Nhân vật nổi tiếng
- Adolphe Niel (1802-1869) thống chế của Napoléon
- Nicolas Dalayrac, nhà soạn nhạc
- Clément Ader, phi công
- Vincent Auriol,
- Guillaume Ibos, ca sĩ
- Charles de Rémusat, nghị sĩ
- Marc-Antoine Muret
- Germier của Toulouse
- Arnaud Augé-Cabanier, vận động viên bóng đá

## Địa điểm tham quan
- Viện bảo tàng Clément Ader
- Nhà thờ Saint-Jacques
- Công viên Clément Ader